# 瞬間決着ゲームシンペイ
瞬間決着ゲームシンペイ（しゅんかんけっちゃくげーむしんぺい）はバンダイより発売されているボードゲーム。2005年7月23日に発売。通常版を小さくしたコンパクト版は2006年4月に発売。
バンダイ社員の高橋晋平が、三目並べから着想を得て開発した。同対戦人数は2人でオセロのような二人零和有限確定完全情報ゲームに該当する。早くて1分で決着がついてしまうというのが特徴で、単純明快なルール、スピーディな展開、ゲームの奥深さから口コミで人気となった。公式ホームページには無料で遊べる体験版がある。

## ルール
- 盤面は4×4の「上の世界」と3×3の「下の世界」計25マスからなる。
- 先手・後手とも4個ずつのコマを所持（一般に先手が赤、後手は青）。
- 先手のプレイヤーは「上の世界」の辺・角ではないマスのいずれかにコマを置く。
- その後先手・後手は交互にコマを1つずつ置く。
- 自分のコマを「上の世界」または「下の世界」に3個1列（縦、横、斜め）に並べると勝ちとなる。
- 自分のコマ2つで相手のコマをはさむと、はさんだ相手のコマをフィールド内の好きな箇所に飛ばすことができる。この規則により、相手が両面待ちの2連を作ったとしても、3連とすることを防げる。
- 相手が自分のコマを飛ばした結果3個並んだ状態となった場合は勝ちではない。また4個並んでしまった場合も勝ちにはならない。
- 自分のコマと相手のコマすべて（4個ずつ）を置いても勝負がつかなかった場合、それぞれが盤面上のコマを1マスずつ移動させ、3連を目指す。この時当然、移動によって相手のコマをはさんだ場合、どこかにとばすことができる。

## 戦略
- オセロ同様、角に置かれたコマは決して相手にとばされることがないため、有利である。このゲームでは上の世界、下の世界あわせて計8箇所の角が存在する。

- 4個のコマを並べる序盤においてはオセロと同じく、最後に相手をはさむ権利を持つ後手が有利であるが、一手ずつ動かすフェーズに先後同形で入ると今度は将棋や囲碁のように先手が有利となる。後手は序盤最終手までに先手をできるだけ悪形に配置することを目指すべきである。

- 相手のコマをとばすことによって3連、4連を作ってしまうことは序盤戦略として有効である。一手ずつ動かすフェーズにおいては、3連の形からは最低でも2手、4連の形からは最低でも3手要することを考えると、4連の状態にされてしまうことは極めて劣勢であるといえる。

- 序盤では相手にとばされる可能性のない状態でダブルリーチ（2連をふたつ）作ってしまえばその時点で勝ちが決定する。序盤においてうっかり手を誤ると即この状態にされてしまうため、オセロや将棋、囲碁と異なり、2手目以降は細心の注意を払った着手が求められる。